# Leava
Leava est un village de Wallis-et-Futuna situé dans le royaume de Sigave, sur la côte sud-ouest de l'île de Futuna. C'est le chef-lieu administratif de Futuna. 

## Urbanisme

### Voies de communication et transports

#### Transport maritime

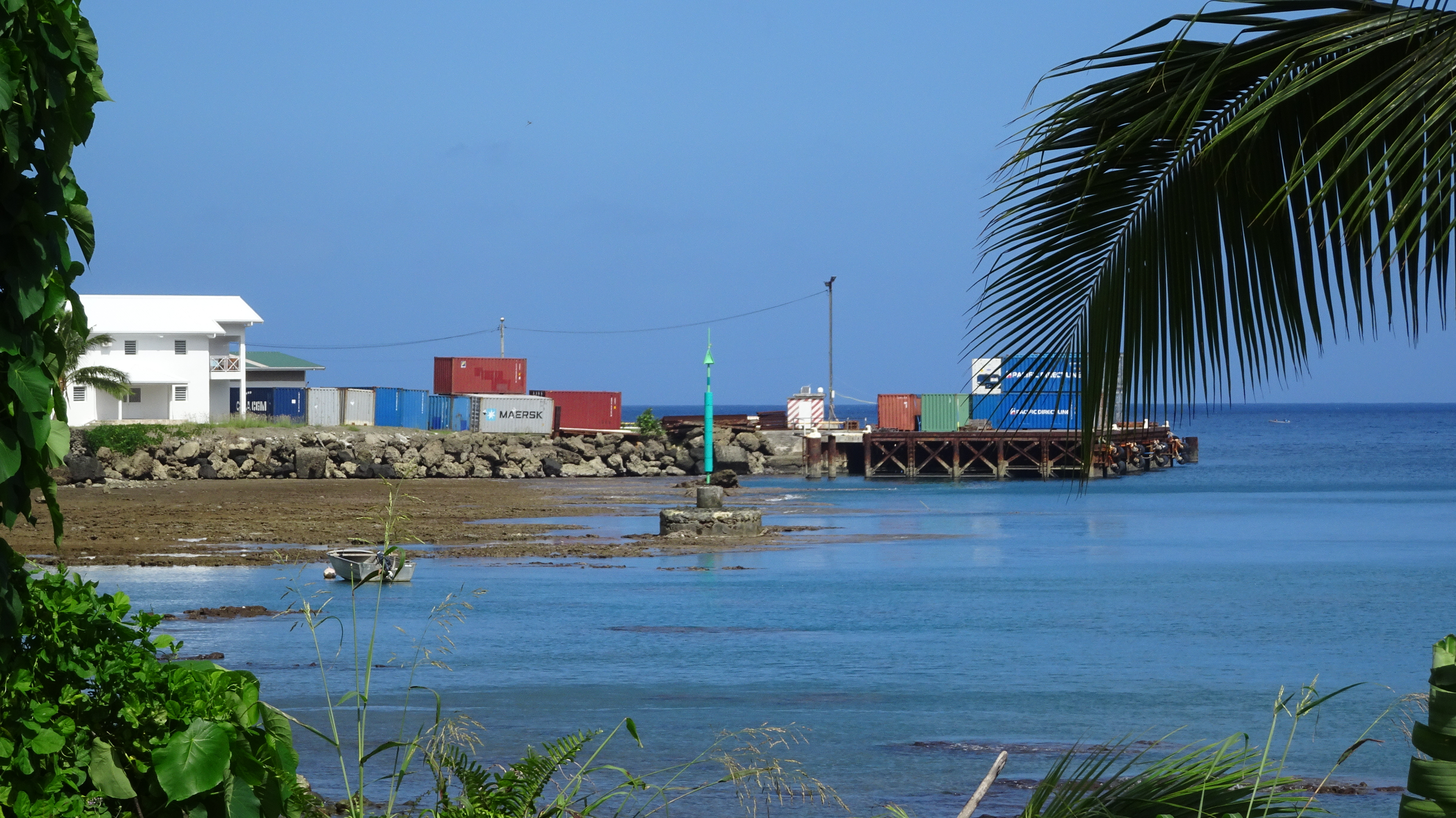
Le port de Leava en juillet 2017.

C'est à Leava que se trouve l'unique port de Futuna (en pratique un wharf), dans l'anse de Sigave, permettant à l'île d'être ravitaillée par bateau. En 2012, un projet de reconstruction du port de Leava a été adopté, pour un budget total de 1,8 million de francs CFP accordés par l'Union européenne dans le cadre du 10e Fonds européen de développement (FED). Cependant, les travaux ont pris du retard et le chantier ne devrait être lancé qu'en 2016. D'après Wallis et Futuna première, le nouveau port devrait voir le jour fin 2017. 
Depuis septembre 2015, en raison de la vétusté du quai de Leava, seuls des navires de moins de 19 tonnes peuvent accoster, contre 31 tonnes auparavant. Cela a entraîné des difficultés d'approvisionnement et favorisé la hausse du coût des produits importés à Futuna.
Le chantier du nouveau quai est lancé en 2021 et nécessite une rallonge de l'aide apportée par le FED.

## Population et société

### Démographie
Selon le recensement effectué en 2018, la population est de 322 habitants, ce qui en fait le village le plus peuplé de Sigave.